# Ortodox püspöki palota (Kolozsvár)

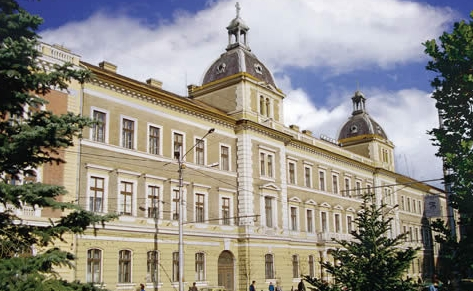
Ortodox püspöki palota

A kolozsvári ortodox püspöki palota épülete a Bocskai (ma Avram Iancu) téren áll. A romániai műemlékek  jegyzékében a CJ-II-m-B-07359 sorszámon szerepel.
Az Oriold és Entrasser cég építette 1887-ben Debreczeni Balázs tervei szerint, eredeti rendeltetése szerint az erdőigazgatóság székhelye volt.
Az ortodox katedrális megépítése után 1934 áprilisában a Minisztertanács az ortodox püspökségnek adta az épületet. Jelenleg itt van az ortodox teológiai szeminárium is.